# Billy-sous-Mangiennes
Pour les articles homonymes, voir Billy.
Billy-sous-Mangiennes est une commune française située dans le département de la Meuse, en région Grand Est.

## Géographie

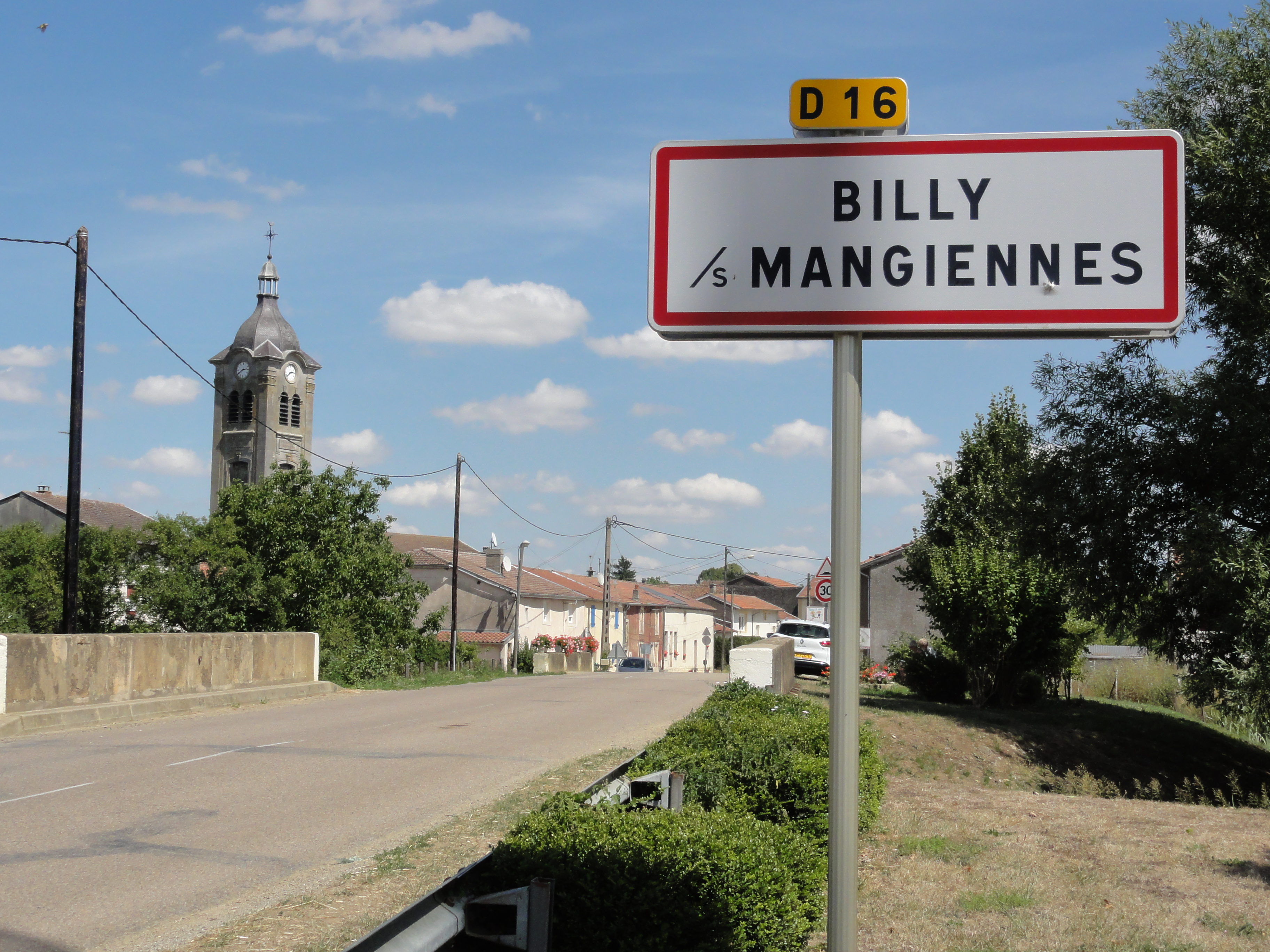
Entrée de Billy-sous-Mangiennes.

| Mangiennes | Muzeray               | Muzeray |
| Mangiennes | Billy-sous-Mangiennes | Muzeray |
|            | Loison                | Loison  |

### Hydrographie
La commune est traversée par la ligne de partage des eaux entre les bassins versants du Rhin et de la Meuse au sein du bassin Rhin-Meuse. Elle est drainée par le Loison, le ruisseau l'Azanne, le ruisseau de Pillon, la Fosse du Pont des Meuniers des Parfondrupt et le ruisseau de la Warière,.
Le Loison, d'une longueur de 53 km, prend sa source dans la commune de Loison et se jette  dans la Chiers à Chauvency-le-Château, après avoir traversé 17 communes. 
L'Azanne, d'une longueur de 13 km, prend sa source dans la commune de Azannes-et-Soumazannes et se jette  dans le Loison à Mangiennes, après avoir traversé trois communes. 

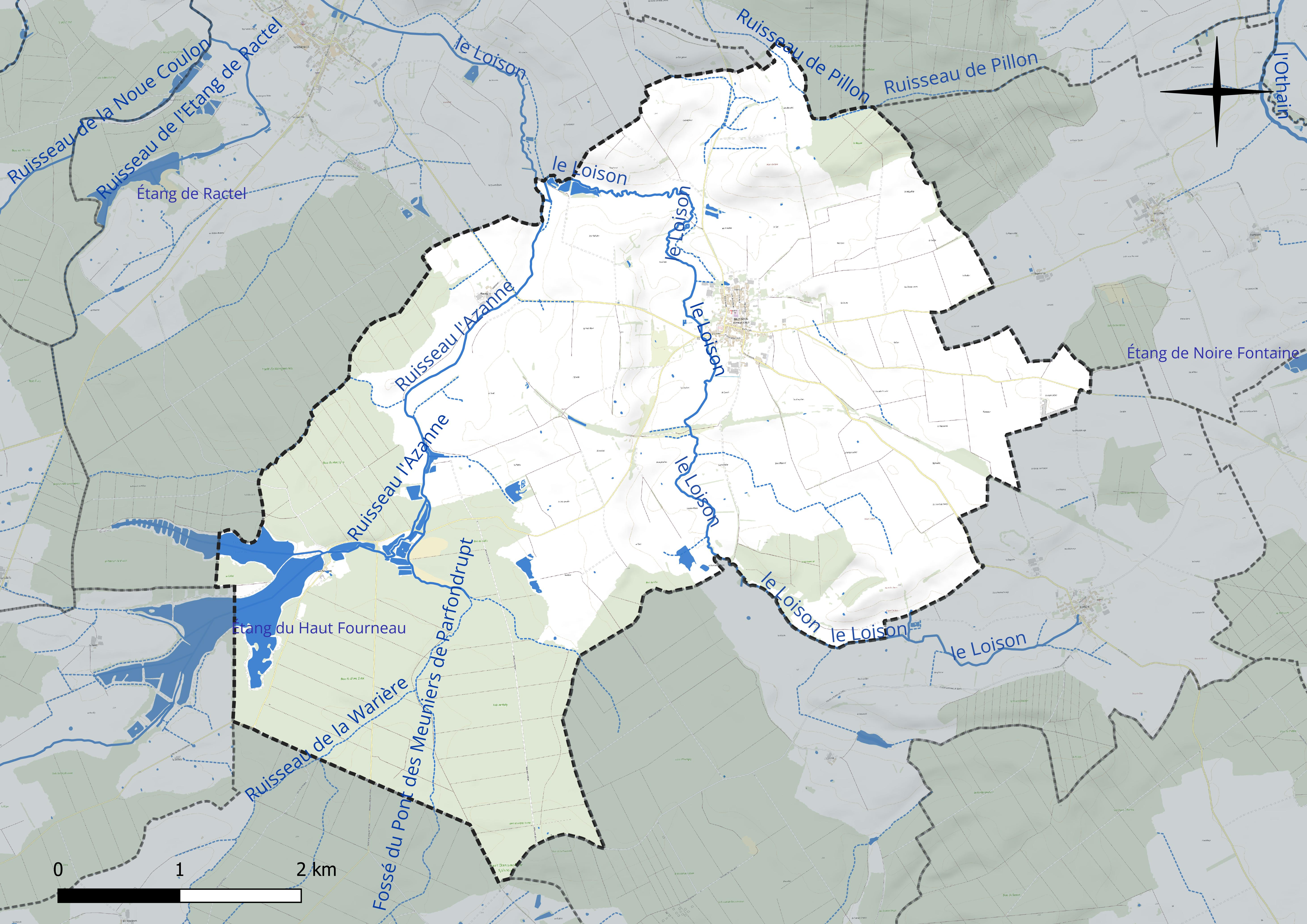
Réseau hydrographique de Billy-sous-Mangiennes.

Un plan d'eau complète le réseau hydrographique : l'étang du Haut Fourneau, d'une superficie totale de 82,4 ha (39,4 ha sur la commune),.

### Climat
Pour des articles plus généraux, voir Climat du Grand Est et Climat de la Meuse.
En 2010, le climat de la commune est de type climat de montagne, selon une étude du Centre national de la recherche scientifique s'appuyant sur une série de données couvrant la période 1971-2000. En 2020, Météo-France publie une typologie des climats de la France métropolitaine dans laquelle la commune est dans une zone de transition entre le climat océanique altéré et le climat océanique altéré et est dans la région climatique  Lorraine, plateau de Langres, Morvan, caractérisée par un hiver rude (1,5 °C), des vents modérés et des brouillards fréquents en automne et hiver. 
Pour la période 1971-2000, la température annuelle moyenne est de 9,7 °C, avec une amplitude thermique annuelle de 16,1 °C. Le cumul annuel moyen de précipitations est de 899 mm, avec 13,5 jours de précipitations en janvier et 9,5 jours en juillet. Pour la période 1991-2020, la température moyenne annuelle observée sur la station météorologique de Météo-France la plus proche, « Rouvres-en-woevre », sur la commune de Rouvres-en-Woëvre à 15 km à vol d'oiseau, est de 10,8 °C et le cumul annuel moyen de précipitations est de 668,3 mm. 
La température maximale relevée sur cette station est de 40,2 °C, atteinte le 24 juillet 2019 ; la température minimale est de −15,4 °C, atteinte le 7 février 2012,,. 
Les paramètres climatiques de la commune ont été estimés pour le milieu du siècle (2041-2070) selon différents scénarios d'émission de gaz à effet de serre à partir des nouvelles projections climatiques de référence DRIAS-2020. Ils sont consultables sur un site dédié publié par Météo-France en novembre 2022.

## Urbanisme

### Typologie
Au 1er janvier 2024, Billy-sous-Mangiennes est catégorisée commune rurale à habitat dispersé, selon la nouvelle grille communale de densité à sept niveaux définie par l'Insee en 2022.
Elle est située hors unité urbaine et hors attraction des villes,.

### Occupation des sols
L'occupation des sols de la commune, telle qu'elle ressort de la base de données européenne d’occupation biophysique des sols Corine Land Cover (CLC), est marquée par l'importance des territoires agricoles (64,8 % en 2018), une proportion sensiblement équivalente à celle de 1990 (64,9 %). La répartition détaillée en 2018 est la suivante : 
prairies (38,3 %), forêts (28,3 %), terres arables (26,5 %), milieux à végétation arbustive et/ou herbacée (2,8 %), eaux continentales (2,8 %), zones urbanisées (1,3 %). L'évolution de l’occupation des sols de la commune et de ses infrastructures peut être observée sur les différentes représentations cartographiques du territoire : la carte de Cassini (XVIIIe siècle), la carte d'état-major (1820-1866) et les cartes ou photos aériennes de l'IGN pour la période actuelle (1950 à aujourd'hui).

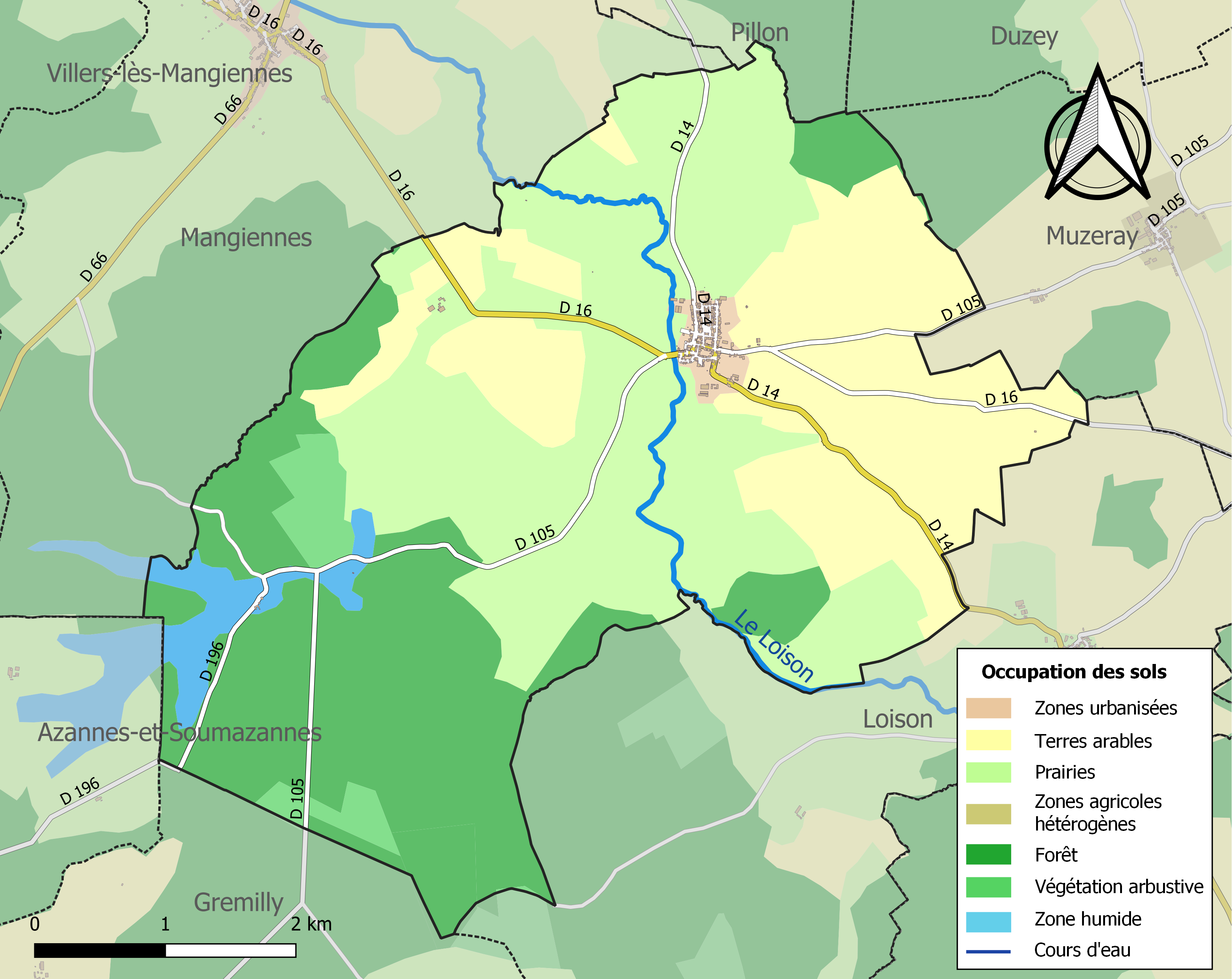
Carte des infrastructures et de l'occupation des sols de la commune en 2018 (CLC).

## Toponymie
Le nom de la localité est attesté sous les formes Billeium (1158) ; Billy (1223) ; Bille-de-lez-Magienes (1249) ; « En la neuve ville de Billei » (1249) ; Billei (1252) ; Billey (1268) ; Billeyum (1642) ; Billiorum-locus (1738).

Billy est au sud-est de Mangiennes.

## Histoire
Le village est cité dans l’ouvrage de Arnold Zweig: Éducation à Verdun. 
Il semblerait que le village était une importante base arrière Allemande durant la bataille de Verdun.

## Politique et administration
| Période                                  | Période  | Identité           | Étiquette | Qualité              |
| ---------------------------------------- | -------- | ------------------ | --------- | -------------------- |
| Les données manquantes sont à compléter. |          |                    |           |                      |
| mars 2001                                | mai 2020 | Bernard Collin     |           |                      |
| mai 2020                                 | En cours | Bénédicte Gonzalez |           | Employée de commerce |

## Population et société

### Démographie
L'évolution du nombre d'habitants est connue à travers les recensements de la population effectués dans la commune depuis 1793. Pour les communes de moins de 10 000 habitants, une enquête de recensement portant sur toute la population est réalisée tous les cinq ans, les populations de référence des années intermédiaires étant quant à elles estimées par interpolation ou extrapolation. Pour la commune, le premier recensement exhaustif entrant dans le cadre du nouveau dispositif a été réalisé en 2008.

En 2022, la commune comptait 358 habitants, en évolution de −4,28 % par rapport à 2016 (Meuse : −4,4 %, France hors Mayotte : +2,11 %).
| 1793  | 1800 | 1806  | 1821  | 1831  | 1836  | 1841  | 1846  | 1851  |
| ----- | ---- | ----- | ----- | ----- | ----- | ----- | ----- | ----- |
| 1 000 | 996  | 1 036 | 1 048 | 1 216 | 1 168 | 1 137 | 1 147 | 1 237 |

| 1856  | 1861  | 1866  | 1872  | 1876  | 1881  | 1886  | 1891  | 1896 |
| ----- | ----- | ----- | ----- | ----- | ----- | ----- | ----- | ---- |
| 1 128 | 1 131 | 1 095 | 1 028 | 1 046 | 1 014 | 1 017 | 1 016 | 910  |

| 1901 | 1906 | 1911 | 1921 | 1926 | 1931 | 1936 | 1946 | 1954 |
| ---- | ---- | ---- | ---- | ---- | ---- | ---- | ---- | ---- |
| 860  | 838  | 780  | 546  | 581  | 512  | 528  | 451  | 457  |

| 1962 | 1968 | 1975 | 1982 | 1990 | 1999 | 2006 | 2008 | 2013 |
| ---- | ---- | ---- | ---- | ---- | ---- | ---- | ---- | ---- |
| 452  | 394  | 383  | 366  | 355  | 297  | 367  | 384  | 375  |

| 2018 | 2022 | - | - | - | - | - | - | - |
| ---- | ---- | - | - | - | - | - | - | - |
| 372  | 358  | - | - | - | - | - | - | - |

## Culture locale et patrimoine

### Lieux et monuments
- L'église Saint-Loup de Billy-sous-Mangiennes d’origine romane XIIe siècle, reconstruite en 1771 puis restaurée au XXe siècle, clocher détruit en 1914 et rebâti en 1927. À l’intérieur, il y a de belles boiseries dans le chœur et la chaire à prêcher. Les murs et portail du cimetière sont d’architecture classique. Elle est inscrite au titre des monuments historiques depuis 1997[24].
- La chapelle Notre-Dame, construite en 1746.
- Le monument aux morts.
- Le lavoir à lanterne.

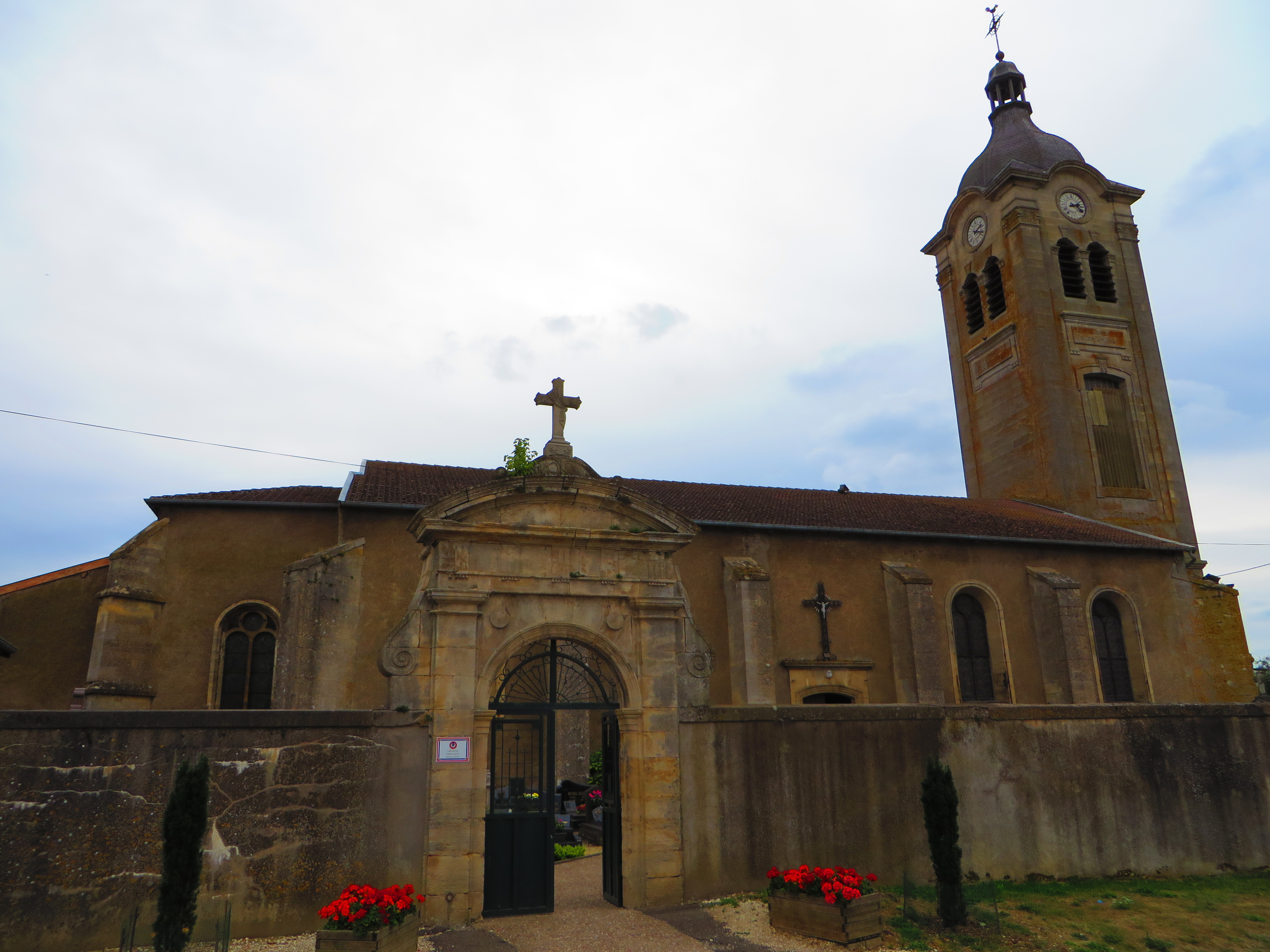
L'église Saint-Loup.
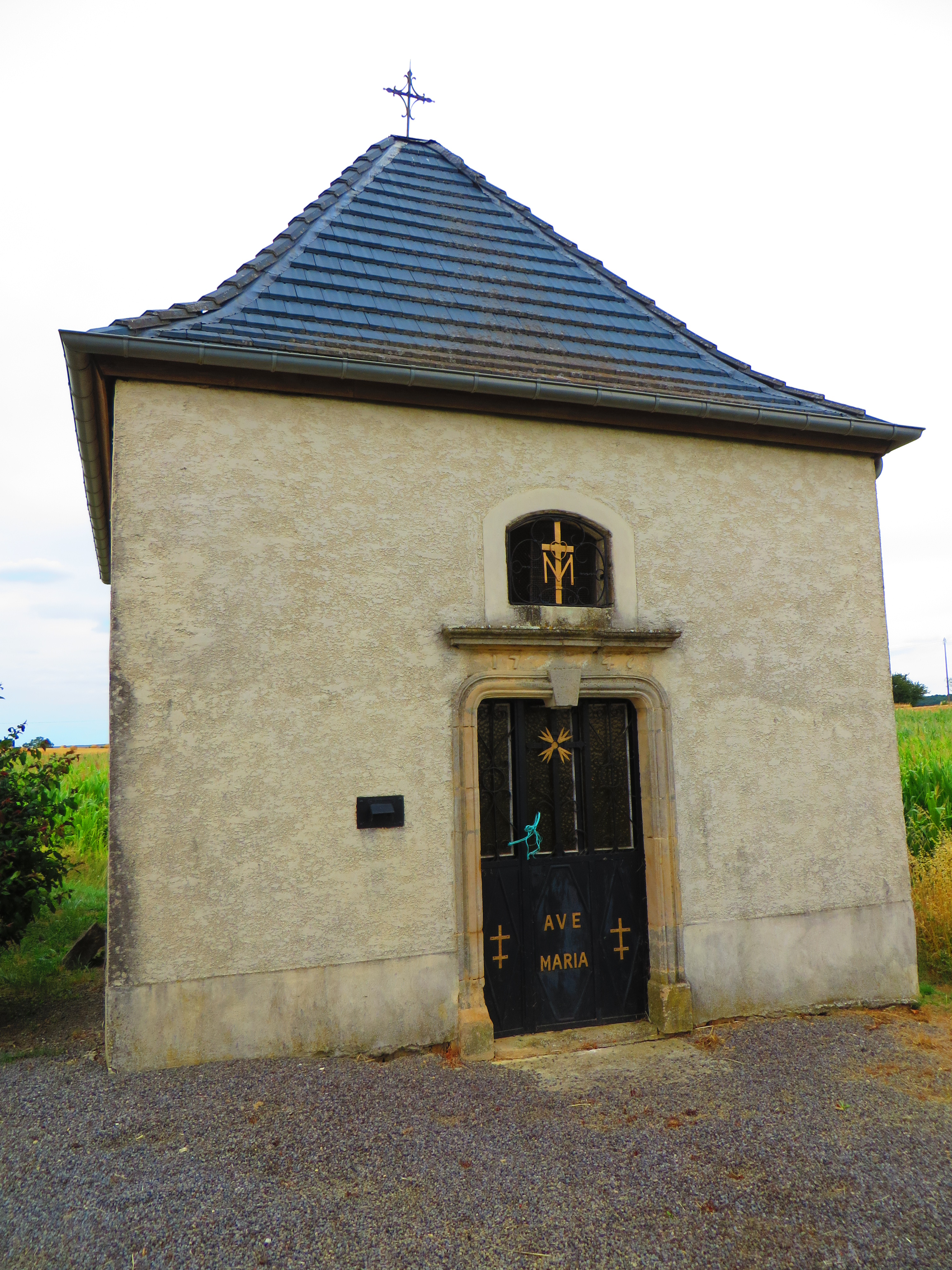
La chapelle Notre-Dame.
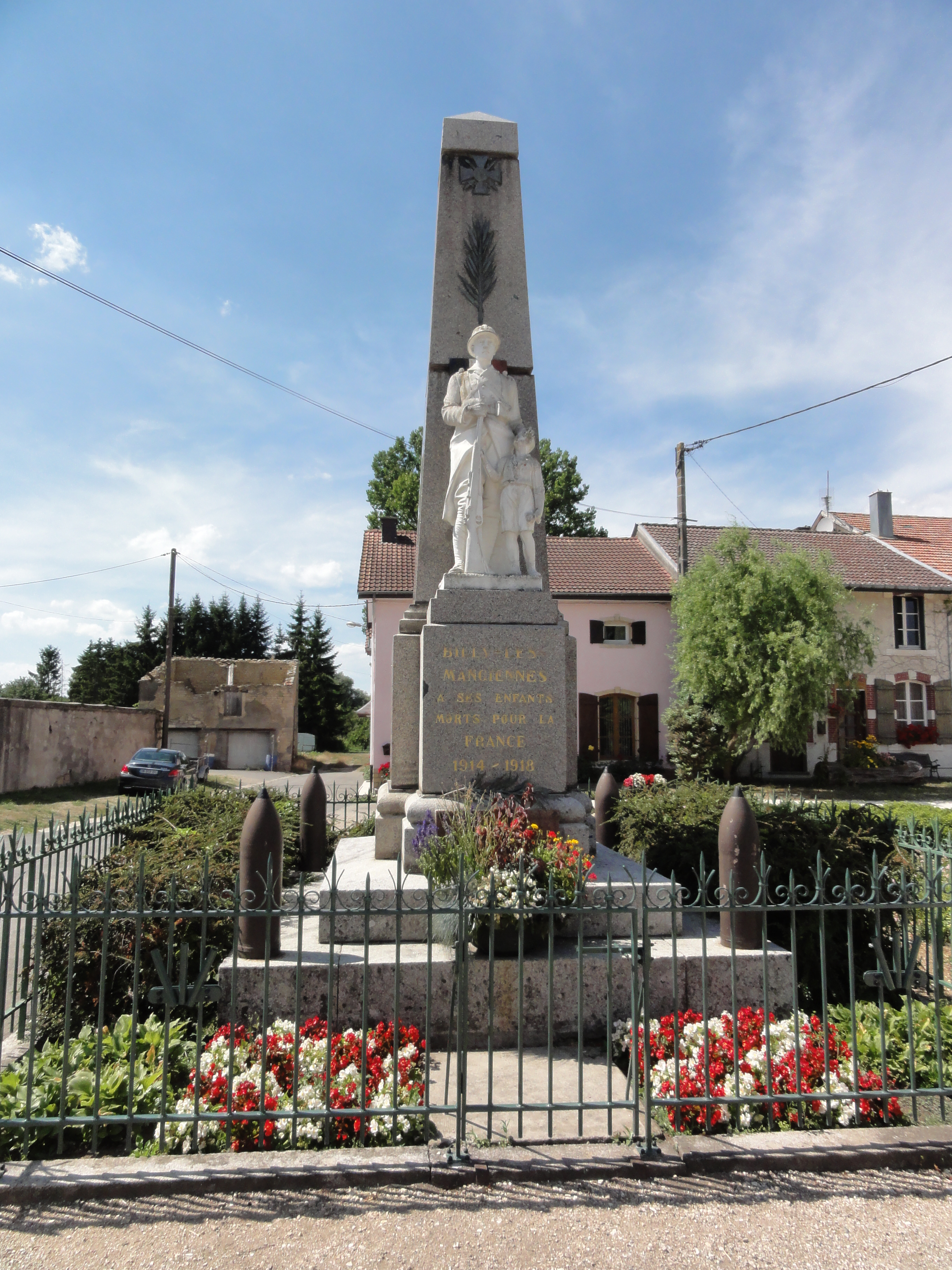
Le monument aux morts.
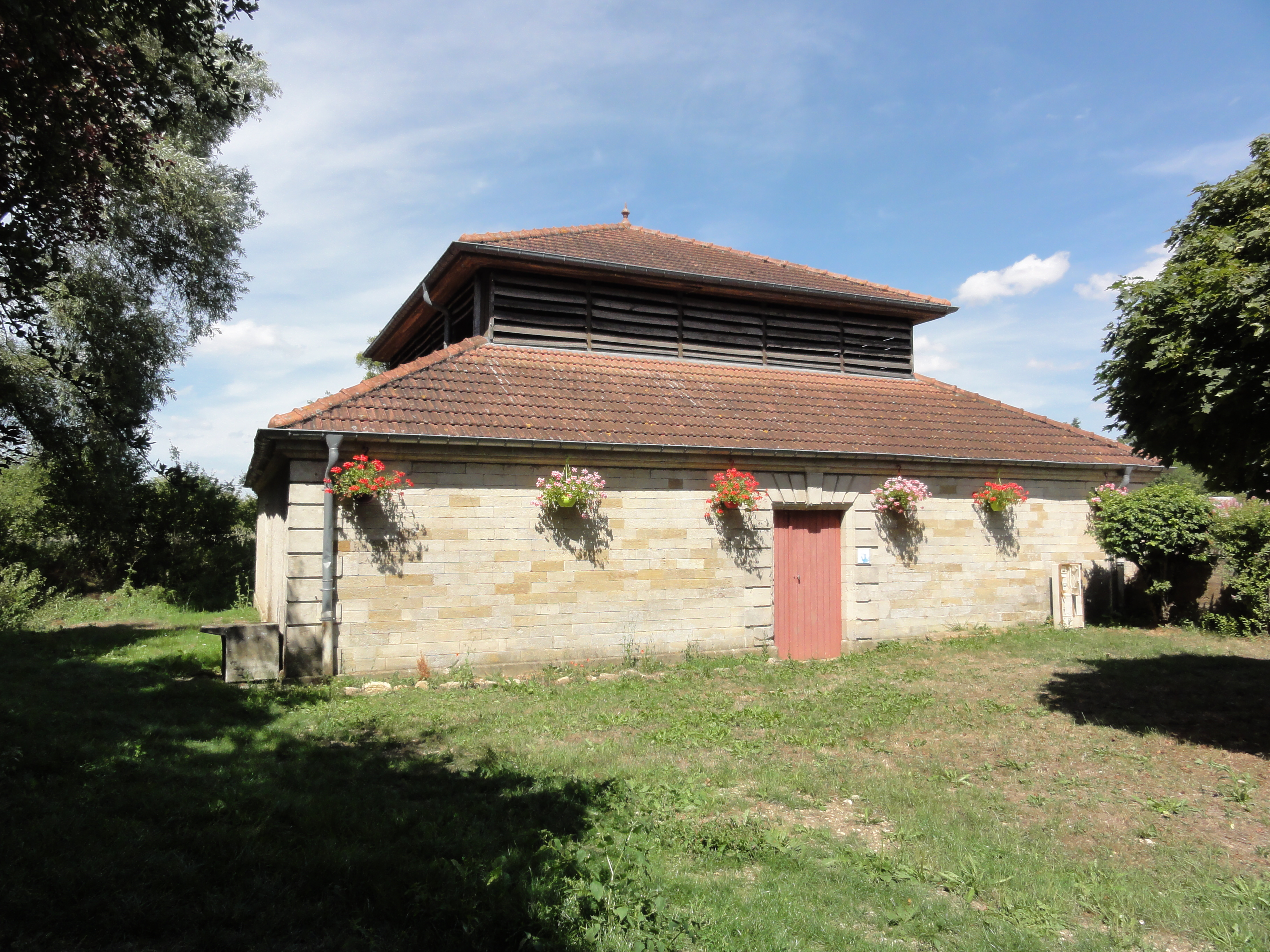
Le lavoir à lanterne.

### Héraldique
| Blason | Blasonnement : D'azur à trois billettes d'argent. |